# Ivo Pfaff
Ivo Pfaff (* 16. September 1864 in Hermannstadt; † 25. August 1925 in Graz) war ein österreichischer Rechtshistoriker.

## Leben
Ivo Pfaff, der Sohn des Wiener Zivilrechtsprofessors Leopold Pfaff (1837–1914), besuchte das Schottengymnasium in Wien und studierte ab 1882 Jura an der Universität Wien (besonders bei Franz Hofmann). Nach dem Staatsexamen (1886) wurde Pfaff 1887 zum Dr. jur. promoviert. Seine Habilitation erreichte er 1892 mit der Schrift Zur Lehre vom sogenannten in fraudem legis agere.
Bereits 1894 wurde Pfaff als außerordentlicher Professor der Rechte an die Universität Innsbruck berufen. 1895 wechselte er in gleicher Eigenschaft an die Deutsche Universität Prag, wo er Nachfolger von Ludwig Mitteis wurde. In Prag wurde Pfaff 1898 zum ordentlichen Professor ernannt und 1903/1904 zum Dekan der Juristischen Fakultät gewählt. Zu seinen bekanntesten Prager Studenten zählte der spätere Kaiser Karl I.
1908 wechselte Pfaff als Nachfolger von Leopold Wenger als ordentlicher Professor des Römischen Rechts an die Universität Graz, wo er bis zu seinem Tod lehrte und forschte. In den Jahren 1911/1912 und 1922/1923 war er Dekan der Juristischen Fakultät, im Jahr 1914/1915 Rektor der Universität.
Ivo Pfaff verfasste zahlreiche Schriften zum Römischen Recht, zur juristischen Quellen- und Literaturgeschichte des Mittelalters und zum österreichischen Privatrecht. Zu seinen Schülern gehören Mariano San Nicolò, Artur Steinwenter, Egon Weiß und Julius Georg Lautner (1896–1972).

## Schriften (Auswahl)
- Zur Lehre vom sogenannten in fraudem legis agere. Wien 1892 (Habilitationsschrift)
- Über den libertus orcinus. Wien 1893
- Über den rechtlichen Schutz des wirthschaftlich Schwächeren in der römischen Kaisergesetzgebung. Weimar 1897 (Socialgeschichtliche Forschungen 3)
- Tabellio und Tabularius. Ein Beitrag zur Lehre von den römischen Urkundspersonen. Wien 1905
- Die Bedeutung der Papyrusforschung für das römische Recht. Wien 1906
- Bernhard Walther von Walthersweil als Romanist des 16. Jahrhunderts. Wien 1918